# Айрик (Байганінський район)
Айри́к (каз. Айырық) — село складі Байганінського району Актюбінської області Казахстану. Входить до складу Копинського сільського округу.
Населення — 78 осіб (2021; 153 у 2009, 113 у 1999, 146 у 1989).